# Kettering (Tasmania)
Kettering – miasto w Australii, na Tasmanii.